# Nyitramegyei Közlöny
A Nyitramegyei Közlöny 1880-tól 1904-ig Nyitrán megjelenő politikai hírlap volt. Bangha Sándor József és Kállai Ármin nyitrai ügyvédek alapították.
Többek között munkatársai voltak, ill. itt publikáltak: Adamovich Bálint, Balogh Ágoston, Csősz Mihály Imre, Dezső Adolf, Dombay Hugó, Erdélyi Lipót, Gond Ignác, Hauer Miksa, Komoróczy Miklós Ede, Kostenszky Géza, Kovács Antal, Matunák Mihály, Meskó Pál, Muzslai János, Richter Mátyás István, Sennovitz Gyula, Szabó Elek, Szmida Lajos, Tagányi Károly, Vágner József

## Felelős szerkesztői és kiadói
- Bangha Sándor József (1841–1934)